# Juan Muñiz (piłkarz)
Juan Muñiz Gallego (ur. 14 marca 1992 w Gijón) – hiszpański piłkarz występujący na pozycji pomocnika w CD Lugo.